# Syracuse (Utah)
Syracuse es una ciudad ubicada en el condado de Davis en el estado estadounidense de Utah. En el año 2000 tenía una población de 22.195 habitantes. Syracuse se localiza entre la Interestatal 15 y el Gran Lago Salado, unos 40 km al norte de Salt Lake City. 

## Geografía
Syracuse se encuentra ubicado en las coordenadas 41°5′3″N 112°3′48″O / 41.08417, -112.06333. Según la Oficina del Censo, la localidad tiene un área total de 22,6 km² (8,7 mi²), de la cual toda es tierra.

## Demografía
Según la Oficina del Censo en 2000, había 22.195 personas residentes en el lugar, 94.81% de los cuales eran personas de raza blanca. Los ingresos medios por hogar en la localidad eran de $58,223, y los ingresos medios por familia eran $60,000. Los hombres tenían unos ingresos medios de $41,346 frente a los $24,792 para las mujeres. La renta per cápita para la localidad era de $16,989. Alrededor del 2.4% de la población estaban por debajo del umbral de pobreza.